# 下川原孝
下川原孝（1906年7月25日—2011年3月11日），日本岩手县釜石市的百岁老人，同时也是日本95岁年龄级标枪项目、世界100岁年龄级铅球、铁饼及标枪项目的纪录保持者。 2004年，他以98岁高龄参加了常青田徑賽。2011年，下川原孝在2011年日本東北地方太平洋近海地震中丧生，享年104岁。

## 生平
下川原孝出生于1906年，成年后担任中小学体育老师，直到50岁左右才开始他的田径生涯。他在98岁时参加了三项不同的投掷项目，获得了国家常青田径锦标赛95岁年龄级冠军；在100岁时以10.72米、12.42米的成绩分别创下铁饼和标枪项目100岁年龄级世界纪录；两年后又以5.11米的成绩创下铅球项目100岁年龄级世界纪录。下川原孝晚年坚持日常锻炼，其中包括慢跑，俯卧撑，深蹲及水平抬腿。
|            | 没有什么比保持身体柔韧性还要重要的了。人死后身体会变得无比僵硬；因此，你必须吃好、睡好，并保持运动。 |
| ——下川原孝 | |

岩手县常青田径协会于2011年3月22日宣布下川原孝于3月11日死于2011年日本東北地方太平洋近海地震。岩手县常青田径协会主席八重安辉夫称，一位下川原孝的邻居（71岁）称曾看到下川原孝与其儿媳俩一同撤离，但不明其之后的去向。后来，救援队发现了他的尸体并确认为其本人。

## 出版书籍
- 《101岁的运动员》（101歳のアスリート，朝日新闻出版，2008年，ISBN 9784022504586